# Goniozus jacintae
Goniozus jacintae är en stekelart som beskrevs av Farrugia 1971. Goniozus jacintae ingår i släktet Goniozus och familjen dvärggaddsteklar. Inga underarter finns listade i Catalogue of Life.